# أدينوسيني الفعل

الصيغة الكيميائية للأدينوسين.

أدينوسيني الفعل (بالإنجليزية: Adenosinergic)‏ يُشار إليه على أنه المادة التي تعمل على الأدينوسين.
العامل أدينوسيني الفعل هو المادة الكيميائية التي تعمل على تعديل نظام الأدينوسين مباشرةً.
تشمل المواد أدينوسينية الفعل: ناهضات الأدينوسين، ومناهضات الأدينوسين (مثل الكافيين)، ومثبطات استرداد الأدينوسين.